# David Hesselbarth
David Hesselbarth (* 4. Juni 1988) ist ein deutscher Radrennfahrer.
Hesselbarth wurde 2006 deutscher Juniorenmeister im Straßenrennen und wurde Gesamtzweiter des Junioren-Etappenrennens Grand Prix Général Patton.
Im Erwachsenenbereich fuhr Hesselbarth für das UCI Continental Team Heizomat. In dieser Zeit wurde er 2008 Vierter der Gesamtwertung der Mainfranken-Tour und Sechster des Sparkassen Giro Bochum sowie 2010 Gesamtwertungszehnter der Tour Alsace. Danach wechselte er zum damaligen UCI Professional Continental Team NetApp. Er kam dort aufgrund zwei schwerer Verletzungen kaum zum Einsatz und erhielt für 2012 keinen neuen Vertrag. Er beendete seine professionelle Radsportkarriere studierte er Medizin an der Universität Heidelberg und startete bei Radrennen für die Racing Students.

## Erfolge
2006
- Deutscher Meister – Straßenrennen (Junioren)

## Teams
- 2008 Team Mapei Heizomath
- 2009 Heizomat Mapei
- 2010 Heizomat
- 2011 Team NetApp